# Paradrycothaea
Paradrycothaea is een kevergeslacht uit de familie van de boktorren (Cerambycidae). De wetenschappelijke naam van het geslacht werd voor het eerst geldig gepubliceerd in 2010 door Galileo & Martins.

## Soorten
Paradrycothaea omvat de volgende soorten:
- Paradrycothaea jamesi Galileo & Martins, 2010
- Paradrycothaea pilosicornis Galileo & Martins, 2010